# Trichomachimus paludicola
Trichomachimus paludicola är en tvåvingeart som beskrevs av Pavel Lehr 1967. Trichomachimus paludicola ingår i släktet Trichomachimus och familjen rovflugor. Inga underarter finns listade i Catalogue of Life.